# Tapinocephalidae
Os tapinocefálidos (Tapinocephalidae) é uma família extinta de terápsidos dinocéfalos do infraorden Tapinocephalia, que viveram desde o Pérmico Médio até o Pérmico Superior. Todos eles eram herbívoros. Eram os gigantes de seu tempo, pesando de 500 a 1.000 kg chegando possivelmente até 1 ou 2 toneladas de importância. São conhecidos em África do Sul e Rússia.
O cráneo dos tapinocefálidos era muito grosso, em forma de domo. Este cráneo em forma de domo faz recordar ao dos dinossauros paquicefalosaurios. Possivelmente viveram em pântanos ou em terras altas secas (desertos). Os últimos tapinocefálidos extinguiram-se no Pérmico Superior, provavelmente devido à diminuição da vegetação, a desecación e aquecimento global que propiciou o evento conhecido como Extinção em massa do Pérmico-Triásico.

## Taxonomia
- Avenantia
- Delphinognathus
- Keratocephalus
- Mormosaurus
- Moschops
- Moschosaurus
- Phocosaurus
- Riebeeckosaurus
- Struthiocephalus
- Tapinocaninus
- Tapinocephalus
- Ulemosaurus